# Коловрат-Червинский, Евстафий Николаевич
Евстафий Николаевич Коловрат-Червинский (1816 — 8 июля 1877) — российский государственный деятель, сенатор, тайный советник (1872).

## Биография
Родился в 1816 году. Окончил юридический факультет Императорского Санкт-Петербургского университета в 1838 году, получив степень кандидата права.
Начал карьеру в качестве письмоводителя в канцелярии Витебского уездного предводителя дворянства. С 1840 по 1843 год являлся секретарём в канцелярии Виленского военного губернатора и Гродненского, Минского и Белостокского генерал-губернатора. Работая в судебной системе в 1848 году за выслугу лет был произведён в титулярные советники.
В день открытия Симферопольского окружного суда Таврической губернии 22 апреля 1869 года Коловрат-Червинский был назначен Правительствующим сенатом председателем Симферопольского окружного суда. В этом же году был произведён в чин действительного статского советника. В 1872 году стал сенатором и судьей Таврического окружного суда, а также получил чин тайного советник.
С 1876 года — почётный мировой судья в Оршанском уезде.
Умер 21 августа 1877 года.

## Семья
Супруга — Терезия (в девичестве — Вишневская).
Дочь — Мария Евстафьевна Коловрат-Червинская (1847—1870). Похоронена в Симферополе.
Внук — Лев Станиславович Коловрат-Червинский (1884—1921), физик, один из первых российских исследователей радиоактивности.